# Renoncule des rivières
Ranunculus fluitans
Espèce
Classification phylogénétique
Statut de conservation UICN

 LC  : Préoccupation mineure
La Renoncule des rivières (Ranunculus fluitans) est une espèce de plantes à fleurs de la famille des Ranunculaceae. C'est une plante herbacée vivace aquatique.